# 武人時代 (テレビドラマ)
『武人時代』（ぶじんじだい、朝鮮語: 무인시대）は韓国KBSで2003年2月8日から2004年8月15日にかけて放映されたテレビドラマ。全158話。

## 概要
本作は高麗の武臣政権を扱った内容であり、政権を握った武臣が順番に入れ替わっていくため、誰か一人が主人公を務めるわけでなく、1170年の庚寅の乱から1210年代後半の崔忠献の晩年まで、50年近くに及ぶ武臣政権の移り変わりを描いている。本来は崔忠献の子孫の時代までを描く予定だったが、KBSの経営陣交代などにより早期終了となった。なお、崔忠献の子・崔瑀、孫の崔沆の時代については、2012年MBCが制作した『武神』で描かれた。日本では2012年5月16日よりポニーキャニオンよりDVDレンタルが開始された。全79巻。

## スタッフ
- 演出：シン・チャンソク、キム・ソングン
- 脚本：ユ・ドンユン

## キャスト

### 主要人物
- 李義方（イ・ウィバン）：ソ・インソク
牽龍軍・隊正→牽龍軍・行首（散員）→大将軍、殿中監、衛尉卿、執奏
武臣政権第1の執権者
- 鄭仲夫（チョン・ジュンブ）： キム・フンギ
牽龍軍・隊正→上将軍→参知政事→平章事→門下侍中
武臣政権第2の執権者
- 慶大升（キョン・デスン）: パク・ヨンウ
牽龍軍・行首（散員）→将軍
武臣政権第3の執権者
- 李義旼（イ・ウィミン）：イ・ドックァ
牽龍軍・別将→中郎将→:龍虎軍・将軍→大将軍→上将軍
武臣政権第4の執権者
- 崔忠献（チェ・チュンホン）：キム・ガプス
龍虎軍・郎将→中郎将→将軍→上将軍→門下侍中、晋康郡開国侯
武臣政権第5の執権者

### 国王
- 仁宗（インジョン）：イ・ソンホ
17代国王
- 毅宗（ウィジョン）：キム・ギュチョル
18代国王
- 明宗（ミョンジョン）：キム・ビョンセ
19代国王
- 神宗（シンジョン）：イ・ウソク
20代国王
- 熙宗（ヒジョン）：チョン・テウ
21代国王
- 康宗（カンジョン）：イ・イン(子役)、パク・ピョンソン(成人後)
22代国王
- 高宗（コジョン）：オ・ヒョンチョル
23代国王

### 王族
- 恭睿太后（コンイェテフ）：キム・ユンギョン
仁宗の第3王妃。ウィジョン、テリョンフ、ミョンジョンらの母。
- 宣平王后（ソンピョンワンフ）：キム・ボミ
仁宗の第4王妃。
- 無比（ムビ）：キム・ソンリョン
毅宗の寵妃。
- 大寧候（テリョンフ）：キム・ギョンウン
毅宗の弟。

### 武臣
第1章から登場する武臣
- 李高（イ・ゴ）：パク・チュンギュ
牽龍軍・散員→大将軍、衛尉卿、執奏
- 李紹庸（イ・ソウン）：ソン・ヨンテ
大将軍→左散騎常侍
- 宋有仁（ソン・ユイン）：キム・ジンテ
大将軍→兵部尚書
- 蔡元（チェ・ウォン）：キム・ミョングク
巡検軍・散員→将軍
- 曹元正（チョ・ウォンジョン）：キム・ジュヨン（朝鮮語版）
巡検軍・校尉→将軍→上将軍
- 陳俊（チン・ジュン）：キム・ヒョウォン
大将軍→参知政事
- 奇卓誠（キ・タクソン）：パク・ヨンシク
大将軍→御史台事
- 梁淑（ヤン・スク）：シム・ウチャン
大将軍→参知政事
- 杜景升（トゥ・ギョンスン）：イム・ヒョク
牽龍軍・隊正→大将軍→工部尚書
- 鄭筠（チョン・ギュン）：イ・ミヌ
龍虎軍・隊正→将軍→大将軍→左承宣
チョン・ジュンブの息子。
- 李躍珍（イ・ヨンジン）：ユ・ジョングン
牽龍軍・隊正→郎将→大将軍
- 李光挺（イ・グァンジョン）：ファン・ボムシク
軍器監の官吏・隊正→監門衛・大将軍→御史台事→参知政事
- 朴存威（パク・チョニ）：パク・チョロ
牽龍軍・隊正→牽龍軍・散員→将軍
- 石隣(ソク・リン)：チョン・スングク
牽龍軍・散員→郎将→大将軍
- 慶珍（キョン・ジン）：キム・ソンギョム
大将軍→門下省事
キョン・デスンの父。

### 文臣
第1章から登場する文臣
- 金敦中（キム・ドンジュン）：パク・ヨンジ
左承宣
毅宗に同行して普賢院へ向かっていたが、武臣たちの不穏な動きを察知して難を逃れた。地方の将軍を味方につけ、武臣政変を鎮圧するため開京へ進撃した。兵が集まるのを紺嶽山（カマクサン）で待っていたところを鄭仲夫らに奇襲される。逃走するものの、李高らに捕らえられ、鄭仲夫によって首を斬られる。
- 韓頼（ハン・レ）：チョン・ジンガク
起居注
普賢院に向かう途中、李紹庸に罵倒されて彼に恨みを抱く。その後、催された五兵手搏戯で李紹庸に相手をさせるよう、毅宗に進言し、惨敗した李紹庸を侮辱して恨みを晴らす。この出来事がきっかけで、鄭仲夫は決起を決意する。普賢院に到着後、決起した武臣らに標的とされ、李義方によって殺害される。
- 尹鱗瞻（ユン・インチョム）：キム・インテ
諡号は文定（ムンジョン）。朝廷の元老の中でも指導者的存在。
- 趙永仁（チョ・ヨンイン）：パク・ピョンホ
諡号は文景（ムンギョン）。朝廷の元老。
- 韓文俊（ハン・ムンジュン）：キム・ソンウォン
諡号は貞懿公（チョンイゴン）。朝廷の元老。

### 内官
- 王光就（ワン・グァンチ）：ユ・ビョンジュン
宦官。毅宗の側近。イ・ウィバンに殺害され、その首を毅宗に突き出される。
- チョ尚宮（チョサングン）：ホ・ジン
尚宮
- オラン：クォン・イジ
ムビの護衛

### その他
- 紅蓮華（ホンニョナ）：チュ・サンミ
チェ・チュンホンの情人　妓楼の女将
- 紫雲仙（チャウンソン）：リュ・ヒョンギョン
チェ・チュンホンの情人
- トゥドゥウル（豆豆乙）：チョン・ムソン
イ・ウィミンの策士
- ブル：チョン・フンチェ
イ・ウィミンの忠僕

## 映像ソフト化

### DVD
2012年5月16日より、レンタルDVDが発売されている。
レンタルDVD
| 各章                           | 巻数   | リリース日            | 収録内容          | 備考                          |
| ------------------------------ | ------ | --------------------- | ----------------- | ----------------------------- |
| 第1章 武臣政権の幕開け         | 第1巻  | 2012年 5月16日        | 第1話 - 第2話     |                               |
| 第1章 武臣政権の幕開け         | 第2巻  | 2012年 5月16日        | 第3話 - 第4話     |                               |
| 第1章 武臣政権の幕開け         | 第3巻  | 2012年 5月16日        | 第5話 - 第6話     |                               |
| 第1章 武臣政権の幕開け         | 第4巻  | 2012年 5月16日        | 第7話 - 第8話     |                               |
| 第1章 武臣政権の幕開け         | 第5巻  | 6月2日                | 第9話 - 第10話    |                               |
| 第1章 武臣政権の幕開け         | 第6巻  | 6月2日                | 第11話 - 第12話   |                               |
| 第1章 武臣政権の幕開け         | 第7巻  | 6月2日                | 第13話 - 第14話   |                               |
| 第1章 武臣政権の幕開け         | 第8巻  | 6月2日                | 第15話 - 第16話   |                               |
| 第1章 武臣政権の幕開け         | 第9巻  | 6月20日               | 第17話 - 第18話   |                               |
| 第1章 武臣政権の幕開け         | 第10巻 | 6月20日               | 第19話 - 第20話   |                               |
| 第1章 武臣政権の幕開け         | 第11巻 | 6月20日               | 第21話 - 第22話   |                               |
| 第1章 武臣政権の幕開け         | 第12巻 | 6月20日               | 第23話 - 第24話   |                               |
| 第2章 イ・ウィバン執権時代     | 第13巻 | 7月3日                | 第25話 - 第26話   | 第1章の最終話(第25話)を収録。 |
| 第2章 イ・ウィバン執権時代     | 第14巻 | 7月3日                | 第27話 - 第28話   |                               |
| 第2章 イ・ウィバン執権時代     | 第15巻 | 7月3日                | 第29話 - 第30話   |                               |
| 第2章 イ・ウィバン執権時代     | 第16巻 | 7月3日                | 第31話 - 第32話   |                               |
| 第2章 イ・ウィバン執権時代     | 第17巻 | 7月18日               | 第33話 - 第34話   |                               |
| 第2章 イ・ウィバン執権時代     | 第18巻 | 7月18日               | 第35話 - 第36話   |                               |
| 第2章 イ・ウィバン執権時代     | 第19巻 | 7月18日               | 第37話 - 第38話   |                               |
| 第2章 イ・ウィバン執権時代     | 第20巻 | 7月18日               | 第39話 - 第40話   |                               |
| 第2章 イ・ウィバン執権時代     | 第21巻 | 8月2日                | 第41話 - 第42話   |                               |
| 第2章 イ・ウィバン執権時代     | 第22巻 | 8月2日                | 第43話 - 第44話   |                               |
| 第2章 イ・ウィバン執権時代     | 第23巻 | 8月2日                | 第45話 - 第46話   |                               |
| 第2章 イ・ウィバン執権時代     | 第24巻 | 8月2日                | 第47話 - 第48話   |                               |
| 第2章 イ・ウィバン執権時代     | 第25巻 | 8月15日               | 第49話 - 第50話   |                               |
| 第3章 チョン・ジュンブ執権時代 | 第26巻 | 8月15日               | 第51話 - 第52話   | 第2章の最終話(第51話)を収録。 |
| 第3章 チョン・ジュンブ執権時代 | 第27巻 | 8月15日               | 第53話 - 第54話   |                               |
| 第3章 チョン・ジュンブ執権時代 | 第28巻 | 8月15日               | 第55話 - 第56話   |                               |
| 第3章 チョン・ジュンブ執権時代 | 第29巻 | 9月4日                | 第57話 - 第58話   |                               |
| 第3章 チョン・ジュンブ執権時代 | 第30巻 | 9月4日                | 第59話 - 第60話   |                               |
| 第3章 チョン・ジュンブ執権時代 | 第31巻 | 9月4日                | 第61話 - 第62話   |                               |
| 第3章 チョン・ジュンブ執権時代 | 第32巻 | 9月4日                | 第63話 - 第64話   |                               |
| 第3章 チョン・ジュンブ執権時代 | 第33巻 | 9月19日 レンタル開始  | 第65話 - 第66話   |                               |
| 第3章 チョン・ジュンブ執権時代 | 第34巻 | 9月19日 レンタル開始  | 第67話 - 第68話   |                               |
| 第3章 チョン・ジュンブ執権時代 | 第35巻 | 9月19日 レンタル開始  | 第69話 - 第70話   |                               |
| 第3章 チョン・ジュンブ執権時代 | 第36巻 | 9月19日 レンタル開始  | 第71話 - 第72話   |                               |
| 第3章 チョン・ジュンブ執権時代 | 第37巻 | 10月2日 レンタル開始  | 第73話 - 第74話   |                               |
| 第3章 チョン・ジュンブ執権時代 | 第38巻 | 10月2日 レンタル開始  | 第75話 - 第76話   |                               |
| 第4章 キョン・デスン執権時代   | 第39巻 | 10月2日 レンタル開始  | 第77話 - 第78話   |                               |
| 第4章 キョン・デスン執権時代   | 第40巻 | 10月2日 レンタル開始  | 第79話 - 第80話   |                               |
| 第4章 キョン・デスン執権時代   | 第41巻 | 10月17日 レンタル開始 | 第81話 - 第82話   |                               |
| 第4章 キョン・デスン執権時代   | 第42巻 | 10月17日 レンタル開始 | 第83話 - 第84話   |                               |
| 第4章 キョン・デスン執権時代   | 第43巻 | 10月17日 レンタル開始 | 第85話 - 第86話   |                               |
| 第4章 キョン・デスン執権時代   | 第44巻 | 10月17日 レンタル開始 | 第87話 - 第88話   |                               |
| 第4章 キョン・デスン執権時代   | 第45巻 | 11月2日 レンタル開始  | 第89話 - 第90話   |                               |
| 第4章 キョン・デスン執権時代   | 第46巻 | 11月2日 レンタル開始  | 第91話 - 第92話   |                               |
| 第4章 キョン・デスン執権時代   | 第47巻 | 11月2日 レンタル開始  | 第93話 - 第94話   |                               |
| 第4章 キョン・デスン執権時代   | 第48巻 | 11月2日 レンタル開始  | 第95話 - 第96話   |                               |
| 第4章 キョン・デスン執権時代   | 第49巻 | 11月21日 レンタル開始 | 第97話 - 第98話   |                               |
| 第5章 イ・ウィミン執権時代     | 第50巻 | 11月21日 レンタル開始 | 第99話 - 第100話  | 第4章の最終話(第99話)を収録。 |
| 第5章 イ・ウィミン執権時代     | 第51巻 | 11月21日 レンタル開始 | 第101話 - 第102話 |                               |
| 第5章 イ・ウィミン執権時代     | 第52巻 | 11月21日 レンタル開始 | 第103話 - 第104話 |                               |
| 第5章 イ・ウィミン執権時代     | 第53巻 | 12月4日 レンタル開始  | 第105話 - 第106話 |                               |
| 第5章 イ・ウィミン執権時代     | 第54巻 | 12月4日 レンタル開始  | 第107話 - 第108話 |                               |
| 第5章 イ・ウィミン執権時代     | 第55巻 | 12月4日 レンタル開始  | 第109話 - 第110話 |                               |
| 第5章 イ・ウィミン執権時代     | 第56巻 | 12月4日 レンタル開始  | 第111話 - 第112話 |                               |